# Franke & Vahl

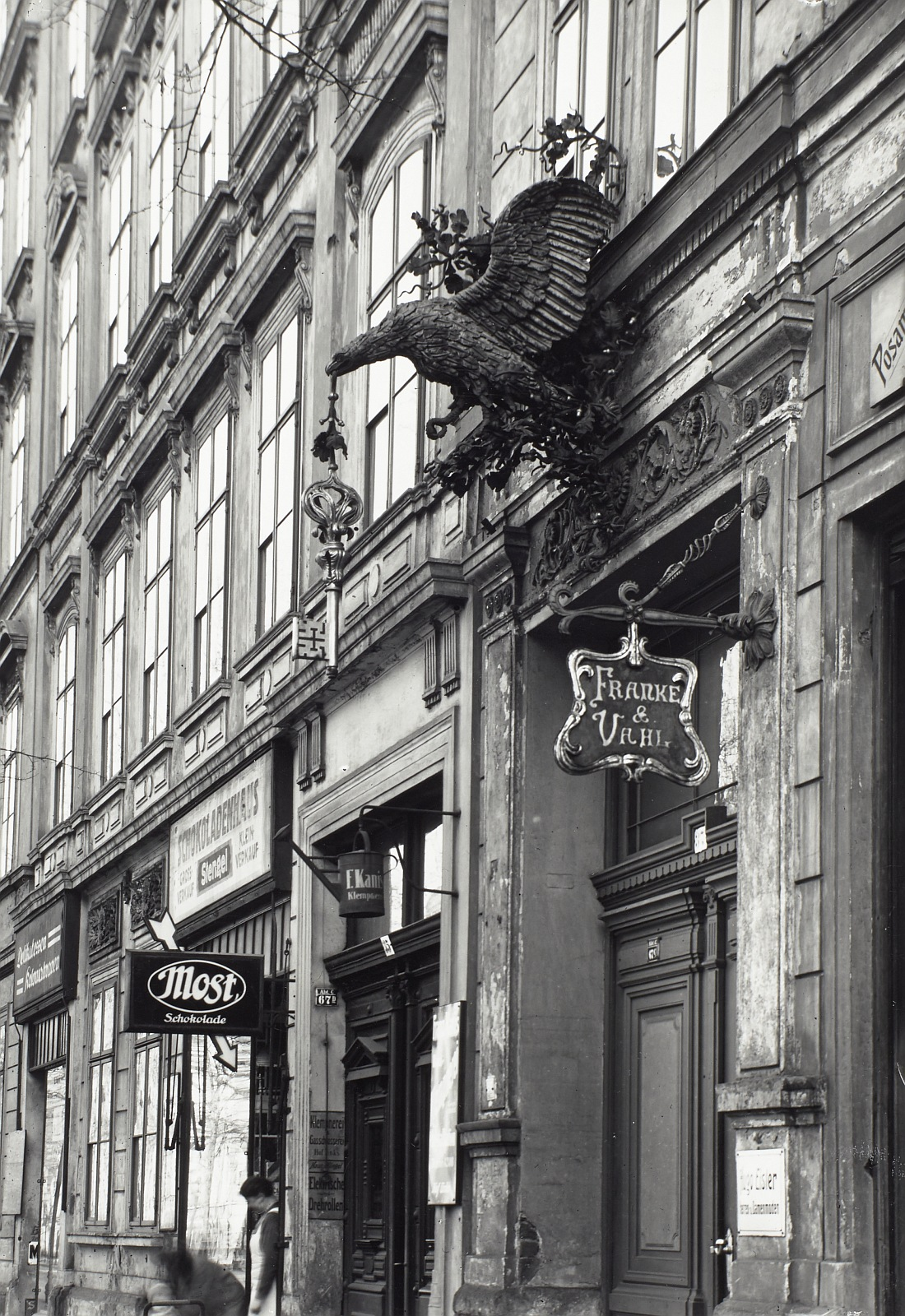
Glasnegativ um 1930: Teilansicht Plagwitzer Straße 37 mit Ausleger von Franke & Vahl;
Foto: Johannes Mühler; Deutsche Fotothek

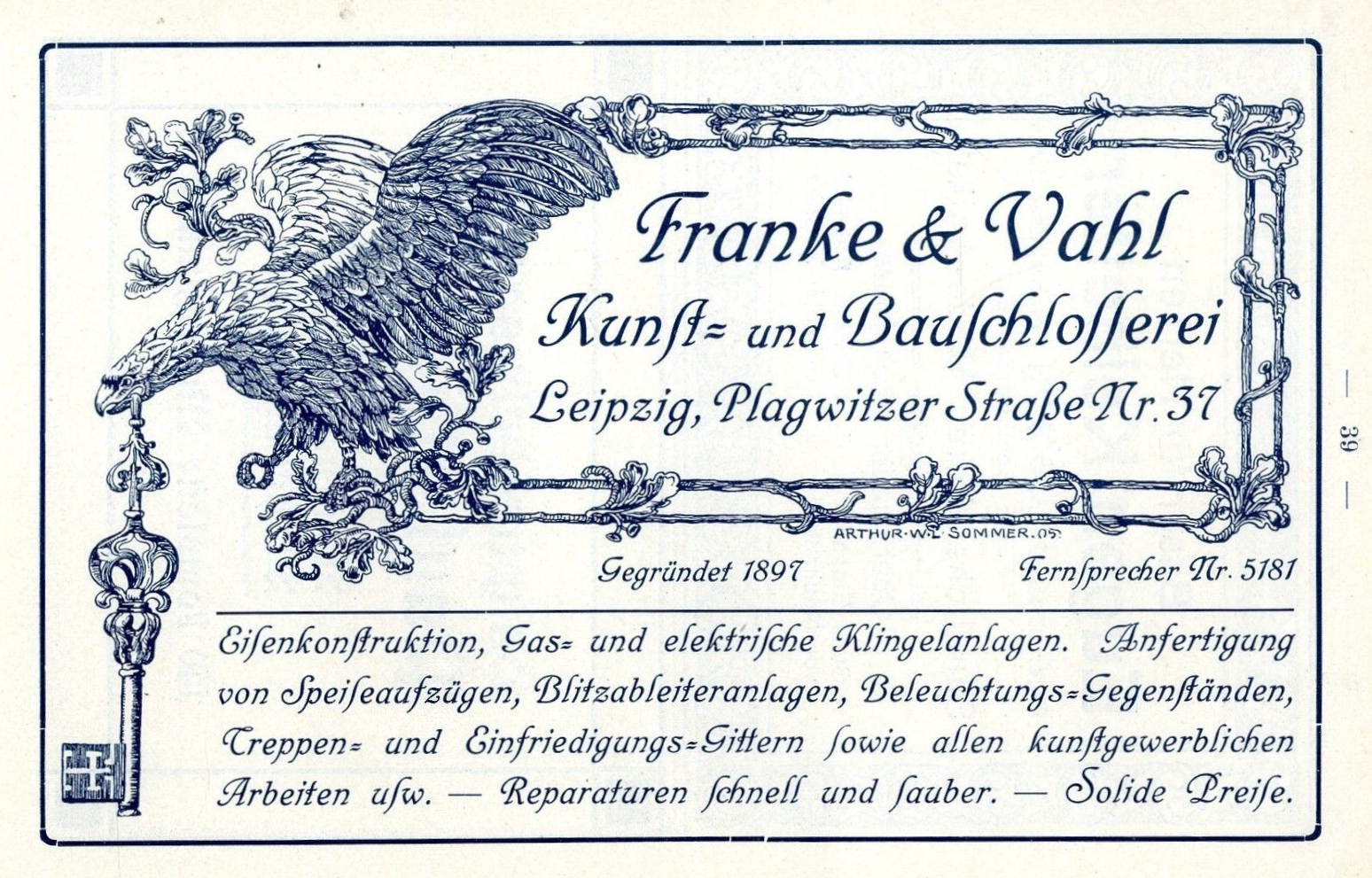
1905: Werbeanzeige für Franke & Vahl mit Adler und Schlüssel;
1905 signiert von Arthur W. L. Sommer

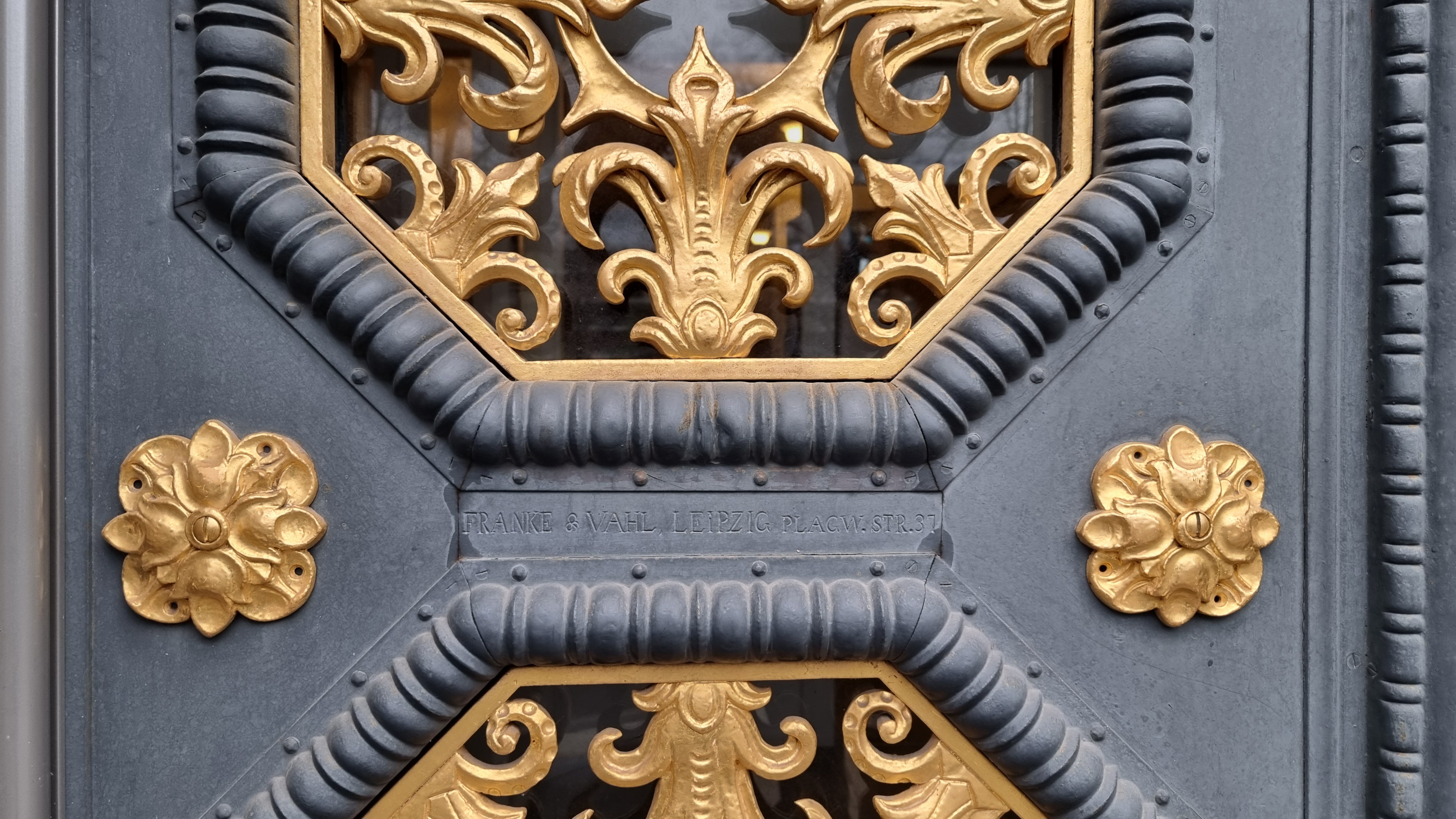
Signierte, schmiedeeiserne Eingangstür am Portal der Deutschen Bücherei

Franke & Vahl war eine 1897 in Leipzig gegründete Kunst- und Bauschlosserei. Das Anfang des 20. Jahrhunderts im Haus Plagwitzer Straße 37 ansässige Unternehmen hatte sich auf die Fertigung von Eisenkonstruktionen, Gas- und elektrischen Klingelanlagen, die Anfertigung von Speiseaufzügen, Blitzableiter-Anlagen und Beleuchtungs-Gegenständen, Treppen- und Einfriedungs-Gittern und weitere kunstgewerbliche Arbeiten spezialisiert.
Zur Zeit des Nationalsozialismus firmierte die Kunstschmiede unter der Adresse Hellferichstraße 37, in der frühen Nachkriegszeit unter der umbenannten Adresse Käthe-Kollwitz-Straße 37.

## Bekannte Werke (Auswahl)
- vor 1904: künstlerische Ausstattung für das nach Plänen des Architekten Peter Dybwad für die Bankiers vom Bankhaus Meyer & Co. errichtete Wohn- und Geschäftshaus am Leipziger Thomaskirchhof[4]
- vor 1909: Kunstschmiedearbeiten für den durch die Architekten Georg Weidenbach und Richard Tschammer errichteten Erweiterungsbau vom Rathaus Zeitz[5]
- vor 1916: Schlosser- und Kunstschmiedearbeiten in der Deutschen Bücherei, darunter Gas-Kandelaber nach Entwürfen von Oskar Pusch und des Leipziger Bildhauers Hermann Joseph Schröder[6]